# Hradec u Liběšic
Hradec u Liběšic je hradiště na vrchu Hradec mezi Levínem a Srdovem asi 4,5 km severně od Liběšic v okrese Litoměřice. Jde o významné dosud neprozkoumané archeologické naleziště kategorie UAN I. Hradiště je od roku 1964 chráněno jako kulturní památka. Těsně pod vrcholem kopce se nachází mauzoleum rodiny Schrollů.

## Přírodní podmínky
Hradec se nachází na jihu Verneřického středohoří, na severozápadním úpatí druhého nejvyššího vrcholu Českého středohoří Sedla (727 metrů) v katastru obce Srdov (část obce Liběšice). Zalesněný kuželovitý vrch Hradec (452 metrů) se tyčí v prudkém svahu nad napojením silnic II/240 a II/260, nad stejnojmennou obcí, která ale katastrálně spadá do obce Levín. Na jeho severozápadním úpatí leží obec Horní Vysoké, do jejíhož katastru patřily na přelomu 19. a 20. století populární Lázně Jeleč (německy Bad Geltschberg, Geltschbad). Vrch je tvořen vyvřelou třetihorní horninou trachybazaltem.

## Historie hradiště

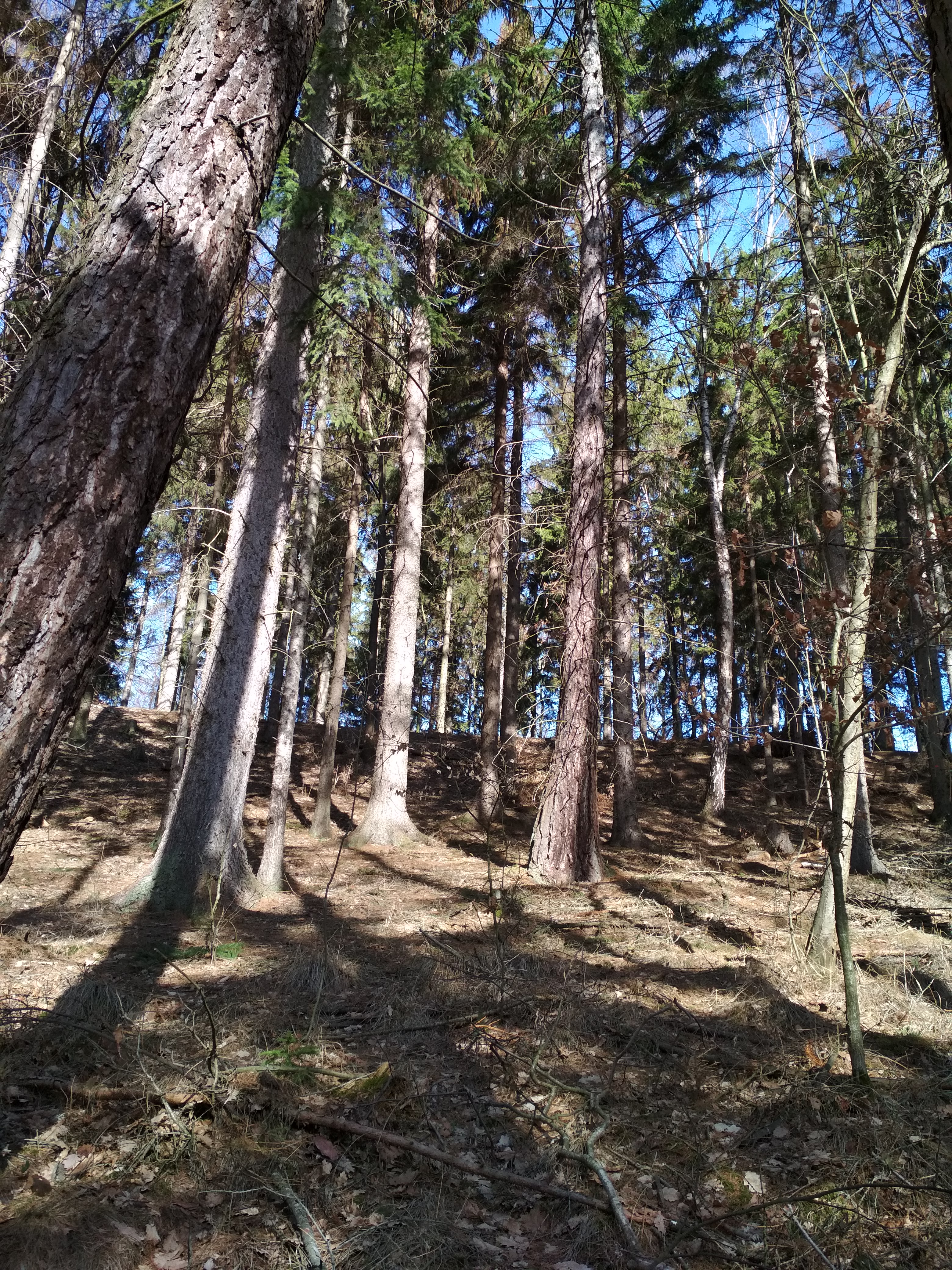
Pohled na val hradiště Hradec od jihozápadu

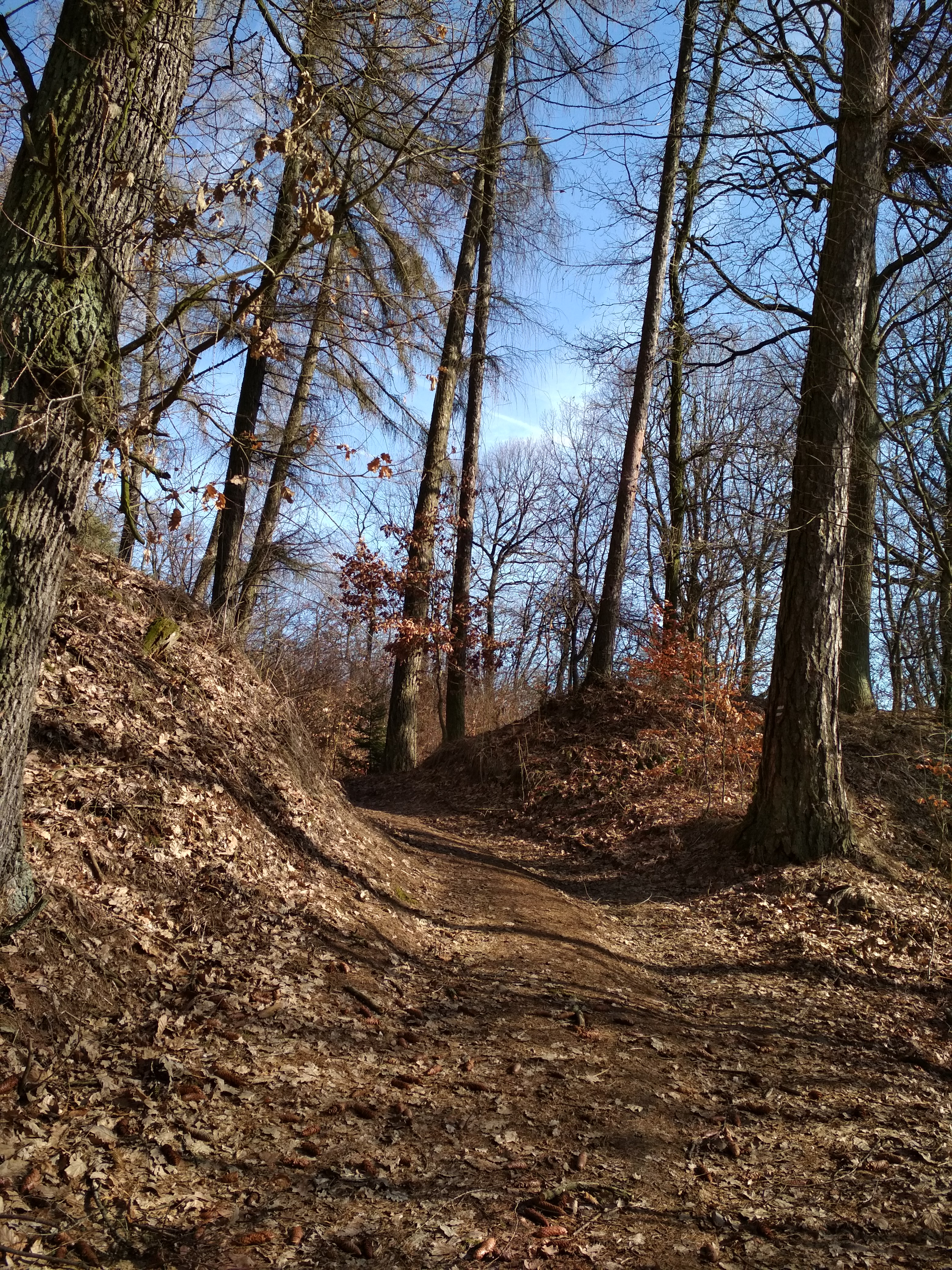
Průchod valem proražený kvůli cestě k hrobce průmyslníka Schrolla

Vrchol kopce je obepnut hlinito-kamenitými valy o celkové délce kolem 600 metrů, které místy z jižní a jihovýchodní strany dosahují výšky až tří metrů. Z jižní strany byl val probourán a vede jím cesta k mauzoleu rodiny Schrollů, které se nachází na jihovýchodní straně kopce asi patnáct metrů pod vrcholem uprostřed vykácené mýtiny s výhledem na město Úštěk. Zatím řídké archeologické nálezy z okolních obcí ukazují na osídlení pozdně neolitickými kulturami. Hradiště by potom mohlo být keltského nebo slovanského původu. Keltskému původu by napovídal čtyřúhelníkový prostor o rozměrech cca 50 × 50 metrů, jehož severní část je narušena stavbou hrobky.

## Turistika
Přes vrchol Hradce vede nově budovaná Liběšicko-levínská stezka Zemí hradů, která je součástí projektu Zlatá stezka Zemí hradů.